# Kanton Lasseube
Der Kanton Lasseube war von 1790 bis 2015 ein französischer Wahlkreis im Arrondissement Oloron-Sainte-Marie im Département Pyrénées-Atlantiques in der Region Aquitanien. Er grenzte im Norden an den Kanton Monein, im Osten an die Kantone Pau-Ouest und Pau-Sud im Arrondissement Pau, im Süden und Westen an den Kanton Oloron-Sainte-Marie-Est.

## Geschichte
Der Kanton wurde am 4. März 1790 im Zuge der Einrichtung der Départements als Teil des damaligen „Distrikts Oloron“ gegründet. Mit der Gründung der Arrondissements am 17. Februar 1800 wurde der Kanton als Teil des damaligen Arrondissements Oloron neu zugeschnitten.

## Gemeinden
Der Kanton bestand aus fünf Gemeinden:
| Gemeinde    | Einwohner Jahr | Fläche km² | Bevölkerungsdichte | Code INSEE | Postleitzahl |
| ----------- | -------------- | ---------- | ------------------ | ---------- | ------------ |
| Aubertin    | 654 (2013)     | 17,16      | 38 Einw./km²       | 64072      | 64290        |
| Estialescq  | 265 (2013)     | 5,14       | 52 Einw./km²       | 64219      | 64290        |
| Lacommande  | 222 (2013)     | 3,33       | 67 Einw./km²       | 64299      | 64360        |
| Lasseube    | 1.751 (2013)   | 48,6       | 36 Einw./km²       | 64324      | 64290        |
| Lasseubetat | 199 (2013)     | 7,06       | 28 Einw./km²       | 64325      | 64290        |